# AS Messine Paris
 (août 2023).
Si vous disposez d'ouvrages ou d'articles de référence ou si vous connaissez des sites web de qualité traitant du thème abordé ici, merci de compléter l'article en donnant les références utiles à sa vérifiabilité et en les liant à la section « Notes et références ».
L'Association Sportive Messine Paris Tennis de table était un club français situé à Paris et Rueil-Malmaison. Le club a connu ses heures de gloire dans les années 1970 et 1980 avant de disparaître en juin 2012.

## Histoire du club

### Les débuts
L'association (omnisport) régie par la loi du 1er juillet 1901, est créée le 19 mai 1937, en même temps que le Club des Ingénieurs Messine (CIM), à l'initiative de l'un des dirigeants de l'ancienne compagnie d'électricité du Nord-Est Parisien. Sa raison était de développer des activités sportives et de loisirs destinées aux cadres et agents de maîtrise du Groupe Messine (Union de l'électricité, Lyonnaise des Eaux et de l'Eclairage, Nord-Lumière, Ouest-Lumière et Nord-Est Parisien). Elle doit son nom au fait que le siège social de l'entreprise (devenue plus tard EDF) se trouvait alors rue de Messine, à Paris dans le 8e arrondissement
Ces activités se déroulaient, pour l'essentiel, sur le domaine du Vert Bois, situé au-dessus du Château de la Malmaison à Rueil Malmaison, qui avait été acquis en 1936 par l'une des sociétés du Groupe Messine.

### L'âge d'or
Le club a atteint l'élite en 1964. Cinq saisons de Nationale 1 plus tard, le club décroche son premier titre de Champion de France et en obtiendra 4 autres en 1976, 1977, 1982 et 1985. Durant ses 22 années de présence en première division (1965 à 1987), le club obtiendra de nombreuses place de vice-champion, dépassé par Charenton en 1972 et surtout par son grand rival de l'époque, l'US Kremlin Bicêtre. Le club a rejoint son "meilleur ennemi" dans l'histoire continentale en atteignant à son tour la finale de la Coupe d'Europe neuf ans après ce dernier (1982), mais s'est lui aussi incliné, contre le club allemand de Sarrebruck. 2 ans après son dernier sacre national, le club retrouve la Nationale 2 pour la première fois depuis 1965, tout en poursuivant dans les compétitions corporatives

### La descente aux enfers
En 1988, lors de sa première année de relégation, l'AS Messine est confrontée à une crise sans précédent : importantes restrictions budgétaires et départ de son président charismatique Christian Magne, remplacé par l'un des joueurs de l'équipe fanion, Thierry Georget. Le club s'accroche pour garder son rang en Nationale 2 mais frôle la catastrophe à plusieurs reprises et notamment en 1992 où le club dispute les barrages pour se maintenir à ce niveau, devenu avec la création de la Superdivision la troisième division nationale. Le club remonte néanmoins en Nationale 1 à la surprise générale lors de la saison 1995-1996.

### Aujourd'hui
26 ans après le dernier sacre du club, l'AS Messine qui a progressivement perdu toutes ses salles d'entraînement (entre autres celle de la rue Verniquet dans le 17e et surtout en 2001 l'emblématique site de la rue René Boulanger, non loin de la place de la République, où tous les pongistes de la région parisienne se retrouvaient) végète plusieurs années durant en 2e Division régionale (14e Division), le plus bas niveau en Ile-de-France, après avoir disparu de l'échelon national en 2007 faute d’effectif. Sa disparition est officialisée à la fin de la saison 2011-2012. C'est la fin d'une aventure formidable sur les plans humain et affectif.

## Palmarès
- Champion de France de Nationale 1 en 1970, 1976, 1977, 1982 et 1985.
- Finaliste de la Coupe d'Europe Nancy-Evans en 1982
- Vice-champion de France de Nationale 2 en 1964
- De nombreuses fois vainqueur de la Coupe CCAS (Championnat de France des électriciens et gaziers), notamment en 1991, 1995, 1997, 1999 et 2001.

## Joueurs Emblématiques
- Guy Amouretti (2 fois demi-finaliste au championnat du monde)
- Jacques Secretin (champion de France en simple sous les couleurs de Messine de 1968 à 1972)
- Patrick Birocheau (en 1976, année où il est champion de France)
- Patrick Renversé (de 1983 à 1985, 3 fois champion de France durant ces mêmes années)
- Christian Adam (no 6 français en 1976, parti en 1987)
- Pascal Servais
- François Farout (2 fois champion d'Europe par équipes, 2 fois champion de France en double)
- Jean-Louis Walczak (jusqu'en 2007-Champion d'Europe)
- Didier Nurdin (ancien n 9 Français ,champion du monde universitaire en double, 2 fois champion de France en simple et 2 fois champion d'Europe en double avec secrétin)
- Bruno Parietti (champion de France)

Tous ces pongistes ont fait partie des meilleurs de leur génération et ont été sélectionnés en équipe de France.
On peut y ajouter Xie Saike (no 3 mondial et champion du monde en double mixte), François Machomet, vainqueur du championnat de France vétérans à de nombreuses reprises et décédé le 16 mai 1989 alors qu'il était en train de jouer, Thierry Roesch, un des meilleurs joueurs français, lui aussi mort prématurément en 1994, et Igor Kyrychenko, plusieurs fois champion d'Ukraine.